# Gabriela Sanci
Nascuda a Esterri d'Âneu (Pallars Sobirà, 1551- 1614) i vídua de Valéncia d'Âneu, s'han trobat poques dades de la seva vida que permetin la construcció del seu relat vital. El 1592 s'inicia el judici per bruixeria contra Gabriela Sanci. Aquest procés s'ha conservat junt amb el Còdex d’Ordinacions de les Valls d’Àneu redactat el 1424. Aquest Còdex és un text normatiu que regula el delicte de bruixeria. Una característica a tenir present és que els delictes de bruixeria es deslligaven del dret eclesiàstic i es contemplaven com a delictes civils que podien condemnar a la pena màxima. A Catalunya, moltes dones vídues eren acusades de bruixeria per causes econòmiques perquè el dret català donava a la vídua l'usdefruit de tot el patrimoni del marit fins que aquesta es tornés a casar. Aquest va ser la causa que el 1591 es redactés unes segones Ordinacions que eliminaven les confiscacions per l'establiment d'un preu fix.
L'any del judici de Gabriela Sanci ja s'aplicaven les segones Ordinacions. Cal afegir que les Ordinacions de 1424 estipulen que, per als casos de bruixeria, la sentència serà la de patir vergonya pública, anar fins al lloc d'execució i cremar el cos fins a reduir-lo a cendres. De totes maneres, hi ha constància que, a partir del segle XVI es condemnaven a la forca a algunes bruixes i Gabriela Sanci en va ser un cas.
Quan Gabriela Sanci sospita que van a buscar-la, se'n va de la Vall, però, aquesta fugida només va fer créixer les sospites dels seus veïns que la detenen i s'inicia el procés. La manera de provar el delicte de bruixeria era la confessió que es feia sota tortura. El delicte que es va atribuir a Gabriela Sanci va ser el de metzinera, és a dir el delicte de provocar mal, malalties o la mort a tercers. La sentència recull el testimoni d'un veí que declara al judici tot afirmant que ell no ha vist mai res, però, ho ha sentit a dir entre la gent del poble.
El 2024, el Festival de Cultures del Pirineu Dansàneu es va dedicar a la commemoració del 600 aniversari de les primeres lleis a Europa contra la beuixeria. Per aquest motiu,  Luci Gutiérrez va realitzar una auca sobre el judici per bruixeria contra Gabriela Sanci tot seguint el procés conservat amb el Còdex d'Ordinacions de les Valls.